# Marina Massironi
Marina Massironi (Legnano, 16 de mayo de 1963) es una actriz italiana. Ha aparecido en más de veinte películas desde 1987, de las que destacan Three Men and a Leg (1997), Bread and Tulips (2000), Agata and the Storm (2004) y Letters to Juliet (2010), donde interpretó el papel de Donatella.

## Filmografía parcial
| Año  | Título                          | Rol              | Notas |
| ---- | ------------------------------- | ---------------- | ----- |
| 1997 | Three Men and a Leg             | Chiara / Giusy   |       |
| 1999 | Fuori Dal Mondo                 | Marina           |       |
| 1999 | Tutti gli uomini del deficiente | Little Star      |       |
| 2000 | Bread and Tulips                | Grazia           |       |
| 2000 | Chiedimi se sono felice         | Marina           |       |
| 2004 | Agata and the Storm             | Ines Silvestri   |       |
| 2009 | The Ladies Get Their Say        | Claudia          |       |
| 2010 | Letters to Juliet               | Donatella        |       |
| 2021 | Luca                            | Sra. Marsigliese | Voz   |

## Premios
- Premio David di Donatello en la categoría mejor actriz de reparto por su actuación en Bread and Tulips (2000)